# Oncorhynchus

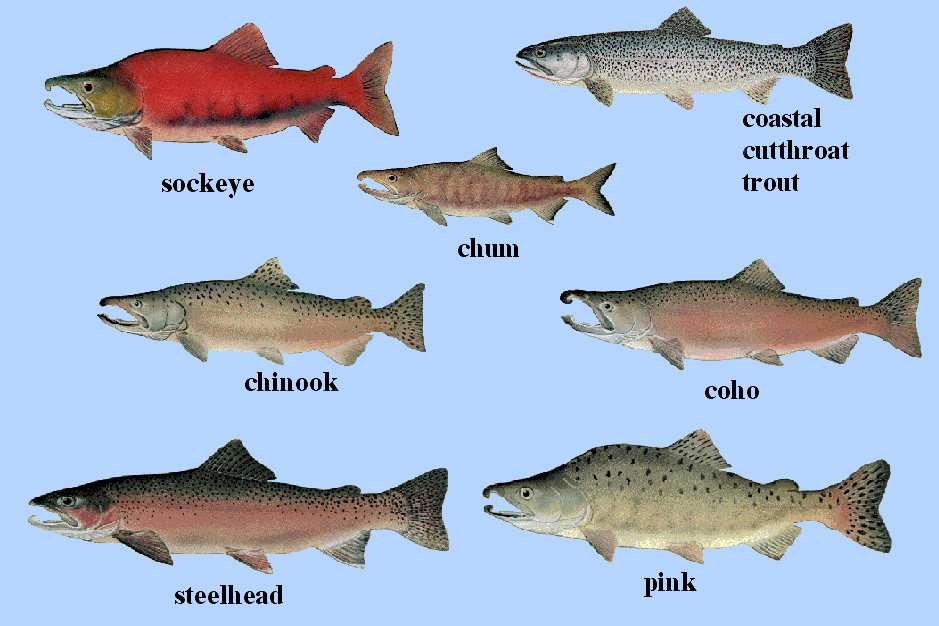
Machos de várias espécies, com o característico maxilar em gancho.

Oncorhynchus Suckley, 1861 é um género de peixes da família Salmonidae que inclui os salmões e trutas da bacia do Oceano Pacífico. Inclui peixes marinhos e de água doce distribuídos pelo norte do Pacífico, com algumas espécies no Golfo do México. O nome científico deriva do grego onkos (gancho) + rynchos (nariz), nome baseado na forma que toma a boca dos machos na época de acasalamento.
São peixes anádromos que, com poucas excepções, se desenvolvem no mar e sobem os rios para desovar.
Comercialmente são muito apreciados pela sua excelente carne, que alcança um alto valor no mercado, pescando-se quando se reúnem para desova nos rios. Também são, desde há muito, produzidos em aquicultura

## Espécies
Existem 17 espécies consideradas válidas neste género:
- Oncorhynchus aguabonita (Jordan, 1892) - truta-dourada'.
- Oncorhynchus apache (Miller, 1972) - truta-apache
- Oncorhynchus chrysogaster (Needham y Gard, 1964) -
- Oncorhynchus clarkii clarkii (Richardson, 1836) -
- Oncorhynchus clarkii pleuriticus (Cope, 1872) -
- Oncorhynchus gilae (Miller, 1950) -
- Oncorhynchus gorbuscha (Walbaum, 1792) - salmão-rosado
- Oncorhynchus iwame (Kimura y Nakamura, 1961) -
- Oncorhynchus keta (Walbaum, 1792) - keta
- Oncorhynchus kisutch (Walbaum, 1792) - salmão-prateado
- Oncorhynchus masou formosanus (Jordan y Oshima, 1919) -
- Oncorhynchus masou macrostomus (Günther, 1877)
- Oncorhynchus masou masou (Brevoort, 1856) -
- Oncorhynchus mykiss (Walbaum, 1792) - truta-arco-iris
- Oncorhynchus nerka (Walbaum, 1792) -
- Oncorhynchus rastrosus (Cavender, 1972)
- Oncorhynchus rhodurus (Jordan y McGregor, 1925)
- Oncorhynchus tshawytscha (Walbaum, 1792) - salmão-chinook.